# Thomas Bridges

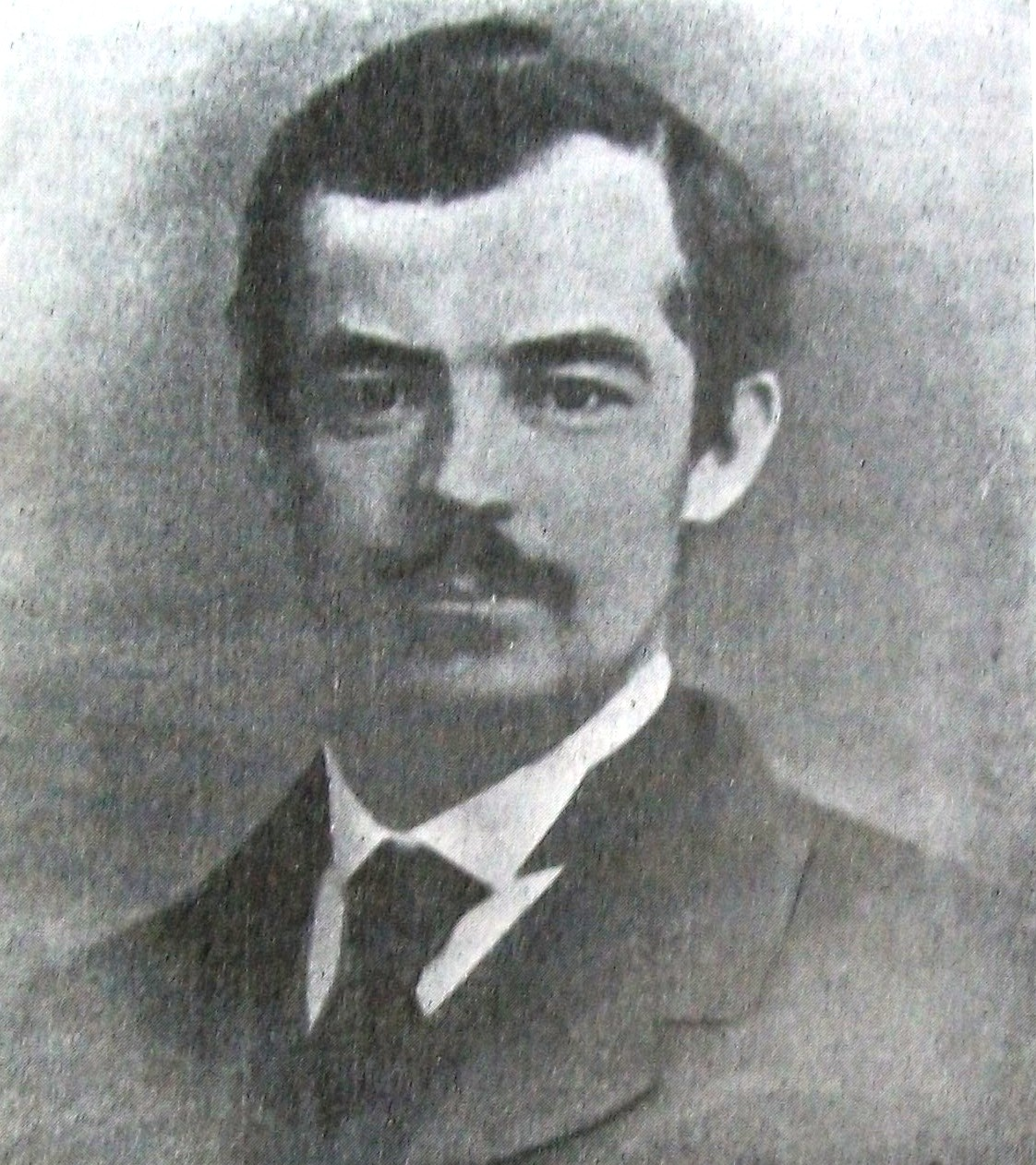
Thomas Bridges

Thomas Bridges (ur. 1842 w Bristolu, zm. 15 lipca 1898 w Buenos Aires) – anglikański misjonarz i językoznawca.
W 1869 roku założył pierwszą anglikańską misję na Ziemi Ognistej.
Opracował słownik angielsko-yamana.
Zmarł 15 lipca 1898 w Buenos Aires. Został pochowany na cmentarzu La Chacarita.